# پروتوسل

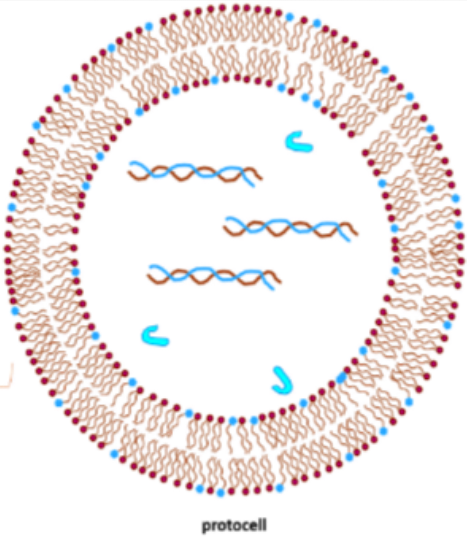
طرحی از یک پیش‌یاخته (یا پروتوسل).

پیش‌سلول، پیش‌یاخته یا پروتوسل (به انگلیسی: Protocell) یک ساختار کروی خودسازمان‌ده با نظم درون‌زاد متشکل از لیپیدها است که به عنوان مرحله‌ای فرضی از پیدایش حیات پیشنهاد شده است.
حتی ساده‌ترین سلول‌هایی که اکنون در کره زمین یافت می‌شوند، دارای سطح پیچیده‌ای از سازوکارهای مولکولی و سازمان‌دهی هستند. در تلاش برای پاسخ به این پرسش که چگونه نخستین سلول‌ها از مواد بی‌جان به وجود آمده‌اند، پروتوسل‌ها به عنوان سامانه‌های زندهٔ ساده‌تری نسبت به سلول‌ها فرض شده‌اند که پیش از نخستین سلول‌ها پدیدار شدند. در برخی پژوهش‌های آزمایشگاهی مربوط به پیدایش حیات، پروتوسل‌ها با محصور کردن یک سیستم ژنتیکی یا متابولیکی درون وزیکول‌های غشادار ساخته می‌شوند؛ بدین ترتیب تلاش می‌شود سازوکارها و مراحل احتمالی پیدایش سلول‌ها در زمین اولیه بازسازی شود. با این حال نتایج چنین تحقیقاتی نمی‌تواند نشان‌دهندهٔ رویدادهایی باشد که واقعاً بر روی زمین اولیه اتفاق افتاده است، بلکه صرفاً می‌تواند راهکارهایی فرضی و احتمالی از چگونگی ظهور حیات سلولی ارائه دهد.